# Wanamaker (Kentucky)
Wanamaker ist eine Unincorporated Community im Webster County im US-Bundesstaat Kentucky.

## Geographie
Wanamaker liegt rund zehn Kilometer nördlich von Dixon.
Ungefähr sechs Kilometer südöstlich von Wanamaker befinden sich der 168 m hohe Bald Knob und der 162 m hohe Beal Hill.

## Nachbargemeinden
| Morganfield | Corydon                                     | Robards    |
|             | Kompassrose, die auf Nachbargemeinden zeigt | Sebree     |
| Sturgis     | Dixon                                       | Slaughters |

## Infrastruktur und Verkehrsanbindung
Wanamaker ist über die KY 2839 „Dixon-Wanamaker Road“, die KY 1191 und die „Sunset Inn Road“ an das amerikanische Straßennetz angeschlossen.
Koordinaten: 37° 36′ N, 87° 39′ W